# Cerodontha flavicornis
Cerodontha flavicornis este o specie de muște din genul Cerodontha, familia Agromyzidae. A fost descrisă pentru prima dată de Egger în anul 1862. Conform Catalogue of Life specia Cerodontha flavicornis nu are subspecii cunoscute.